# サンテニミー
サンテニミー （Sainte-Enimie）は、フランス、オクシタニー地域圏、ロゼール県の旧コミューン。2017年1月1日、合併によってコミューン・ヌーヴェルのゴルジュ・デュ・タルヌ・コース（Gorges du Tarn Causses）となった。
タルヌ渓谷の心臓部にあるため観光客が多く集まり、エコツーリズム、スポーツ、文化の面からの観光地である。中世以来の町並みの保存と、周囲の渓谷の風景からフランスの最も美しい村に登録されている。

## 地理

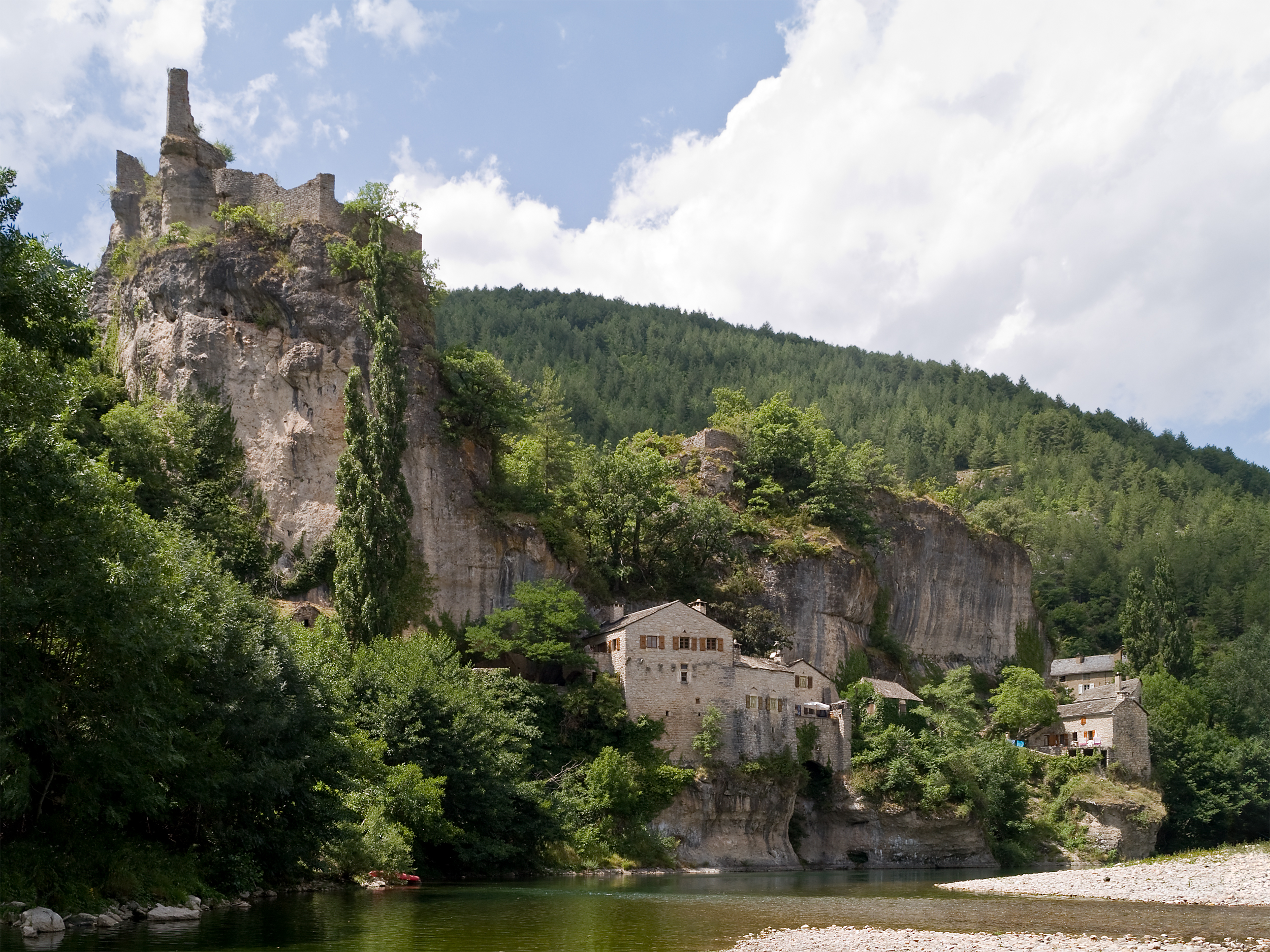
カステルブーク集落と城の廃墟、タルヌ渓谷

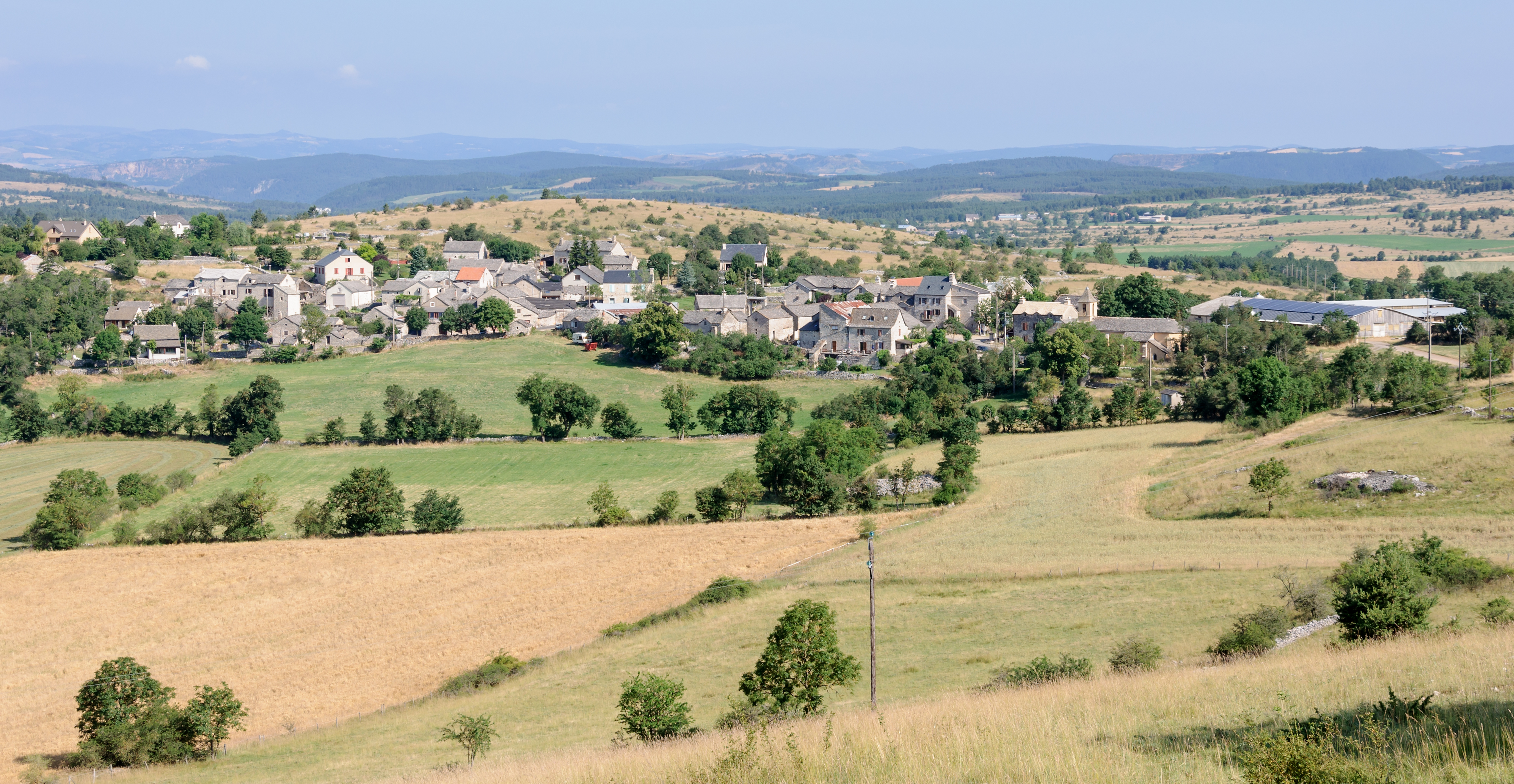
ソーヴテール高原にあるシャンペルブー集落

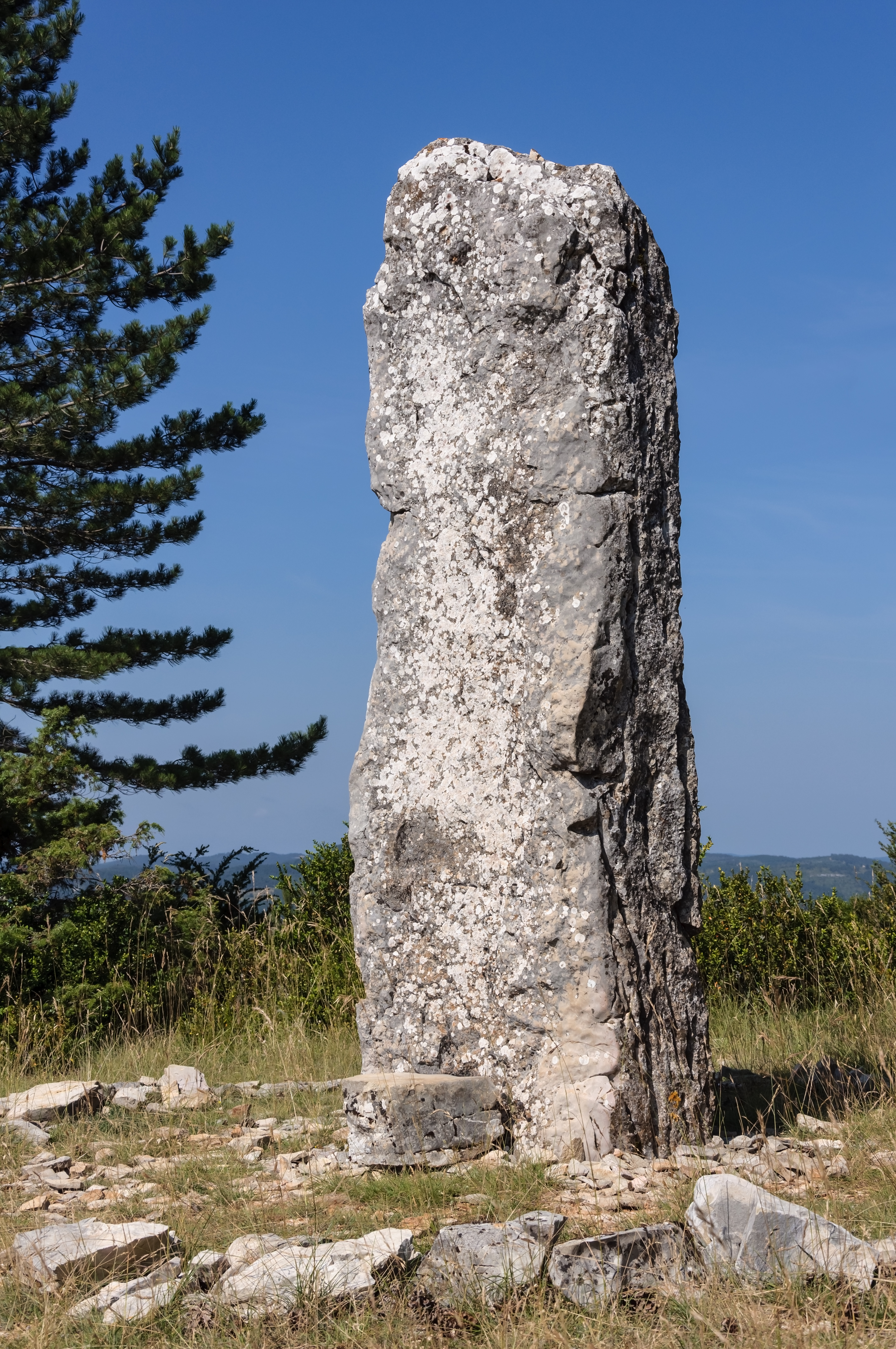
ソーヴテール高原に残るメンヒル

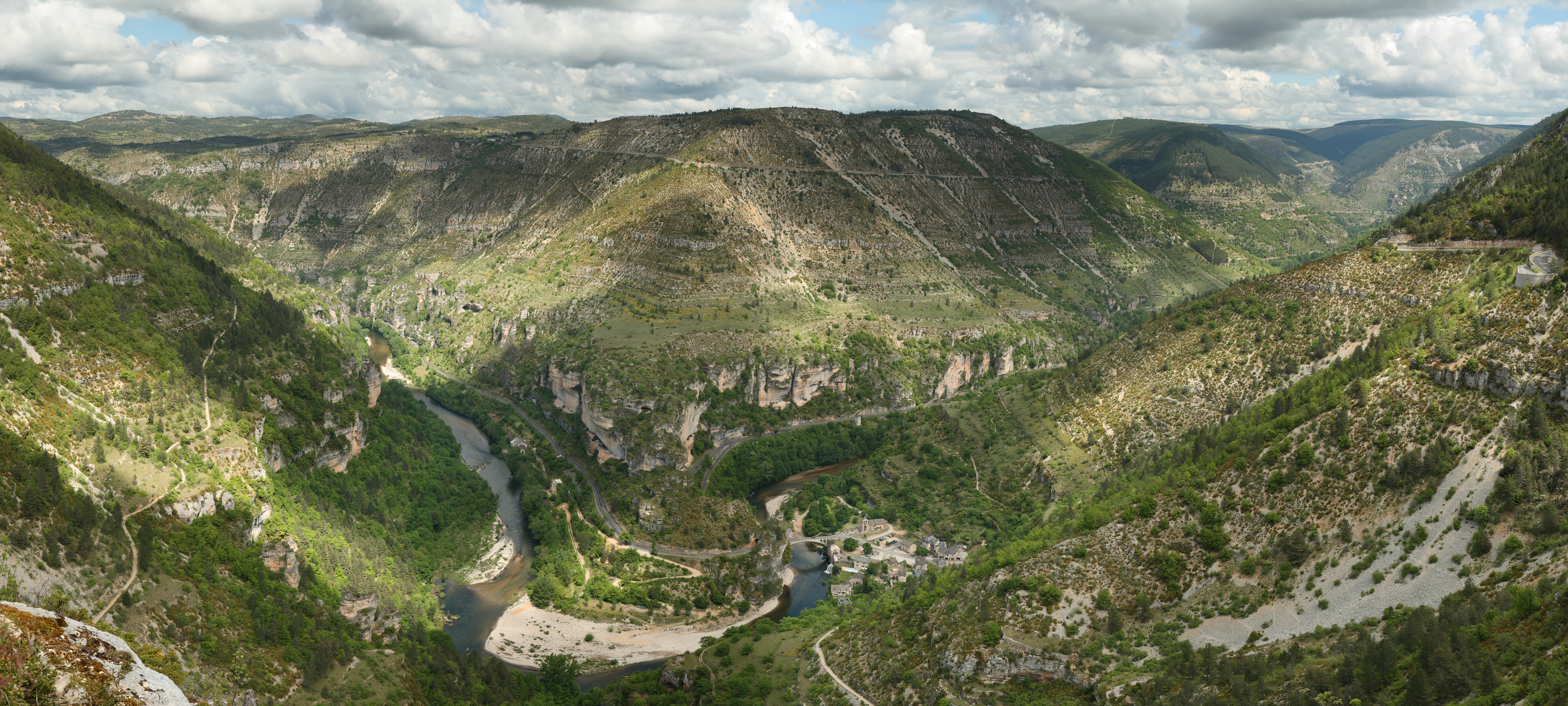
かつては独立したコミューンであったサン・シェリー・デュ・タルヌ集落

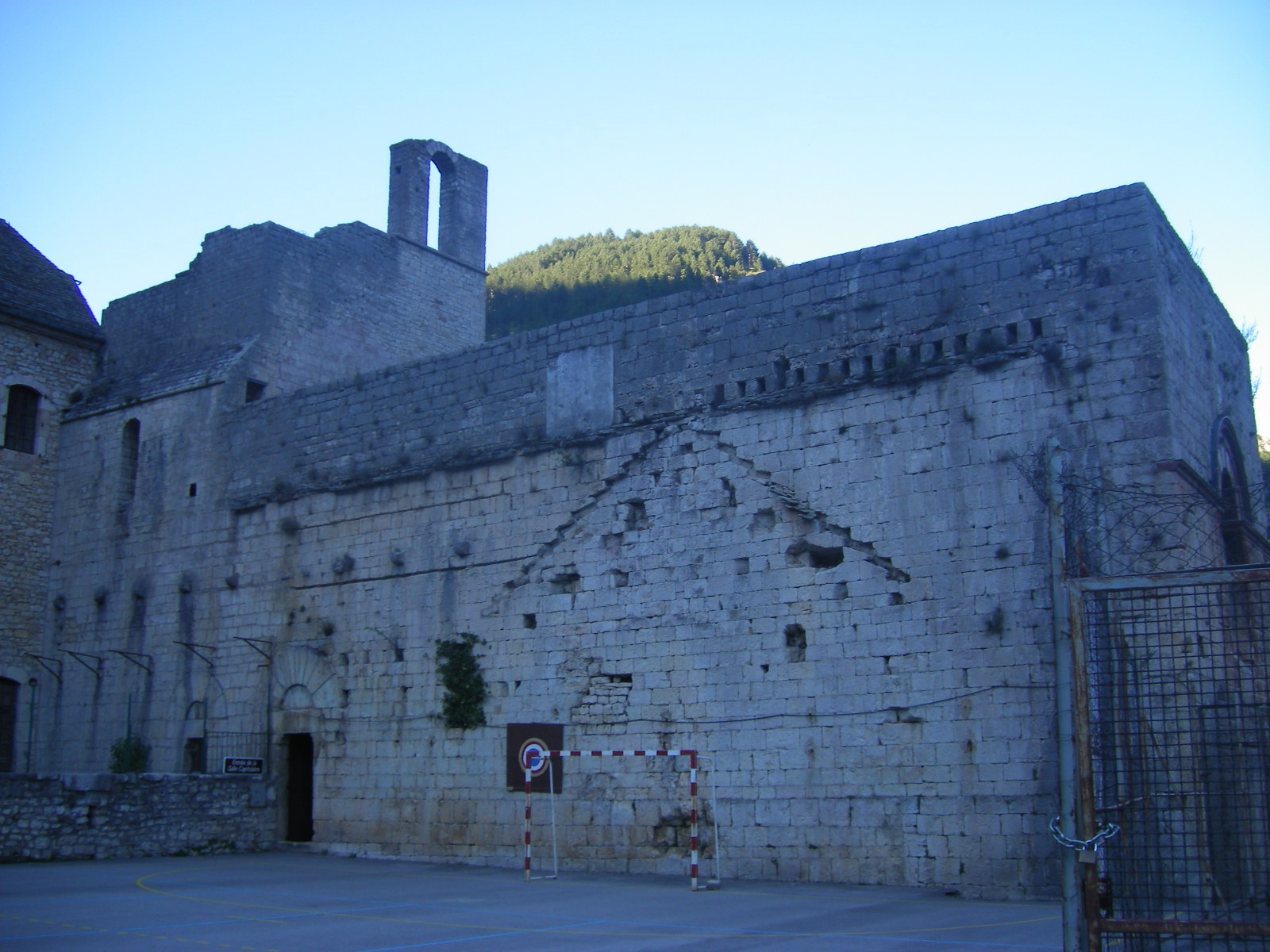
旧サンテニミー修道院

サンテニミーはタルヌ渓谷、ジョント渓谷、高原の広い部分を占めている。ジェヴォーダン地方の南西部にあたり、セヴェンヌ国立公園の一部となっている。
コミューンはソーヴテール高原側にあり、大部分が含まれている。北はシャナック、バルシエージュ、サン・ボージル、東はタルヌ渓谷（イスパニャック、ケザック、モンブラン）、南はタルヌ川を挟んでユール・ラ・パラード、西はマス・サン・シェリーとラヴァル・デュ・タルヌである。
両者とも標高が平均1000mある北のソーヴテール高原と南のメジャン高原の間にあり、タルヌ川は印象的な渓谷を流れる。両岸は森林で覆われている。
広いコミューンは25の集落、村落で構成されている。

## 由来
エニミー（Énimie）とは、メロヴィング朝時代の王族でクロタール2世の王女を指す。彼女は7世紀にジェヴォーダン地方でハンセン病患者を癒し、悪魔を倒したという伝説を持っており、聖人に列せられている。しかしながら、コミューンの正式名は聖エニミーのつづりとは異なり、アクサン記号のないSainte-Enimieである。

## 歴史
ソーヴテール高原には非常に古くの住居跡、ドルメンがある。
ガロ＝ローマ時代末期、タルヌ川に接したこの地の名称はブルラティス（Burlatis）であった。
中世は、クロタール2世の王女エニミーの伝説に彩られる。彼女は7世紀に生き、ブルラティスの水源から湧く水でハンセン病患者を癒した。エニミーは修道女となって修道院を創設し、町がその周囲で成長し始めた。
中世のサンテニミー村は、マンド司教エティエンヌが951年に建てたベネディクト会派修道院の周囲で大きくなっていった。ベネディクト会修道士たちのコミュニティーの確立は、宗教上の中心地となったことで経済的な繁栄の時期を迎えた。11世紀終わりには新たな修道院が建設された。歴史的研究は聖エニミーの伝説を確立し、崇敬は彼女に捧げられた。1060年に聖エニミーの墓が発見された。13世紀、村の神父は吟遊詩人ベルトラン・ド・マシーラに、聖エニミーの生涯を記したラテン語の詩を書くよう依頼した。聖人の徳を賞賛するこの詩は、地方全体でうたわれた。ここにも巡礼者が集まるようになった。
寄進を通じて修道院の資産は増加した。人々は渓谷の傾斜で働き、ソーヴテールやメジャンで石灰岩を切り出した。彼らは段々畑を切り開き、ブドウ畑をつくり、アーモンド、果樹を植えた。高原は伝統的にヒツジの放牧に用いられ、乳を供給し羊毛がとられた。渓谷と高原の相互交換は、人々の生存を可能にした。
伝統的な通商路に位置することは、巡礼や物流にとって重要な資産だった。13世紀に橋が建設されたことは、商品輸送を容易にすることになった。フランス革命で教会の権力は衰え、修道士たちは村を離れ、このことはサンテニミー修道院の容赦ない破壊につながった。
国民公会時代に限り、サンテニミーはピュイ・ロック（Puy-Roc）の名で知られていた。しかし、地元住民は王女の伝承に強く愛着を持っており、彼女にすばやく敬意を払うべく村の名を変更した。
20世紀、機械化の導入と、前世紀からのフィロキセラの流行によって段々畑のブドウ畑が徐々に失われていった（19世紀フランスのフィロキセラ禍）。1905年、現在利用されているタルヌ渓谷へのルートが開通し、地域の一部が外に開かれた。20世紀初頭の紛争と産業革命は地方の労働力を空にした。羊毛の価格切り下げの後、質の良い乳と肉を生産することで高地住民たちは牧羊を再構築することになった。1950年代、サンテニミーと渓谷は観光を主体とした新たな経済の時代に向かっていった。クレルモン＝フェランとモンペリエとをつなぐオートルート A75の存在が、現在地域全体を外に開いている。2000年代初頭、村には250人が暮らしていた。一方、コミューンとしての人口は約500人である。

## 人口統計
| 1962年 | 1968年 | 1975年 | 1982年 | 1990年 | 1999年 | 2006年 | 2011年 |
| ------ | ------ | ------ | ------ | ------ | ------ | ------ | ------ |
| 512    | 436    | 564    | 491    | 473    | 509    | 517    | 526    |

参照元:1999年までEHESS、2004年以降INSEE

## ギャラリー

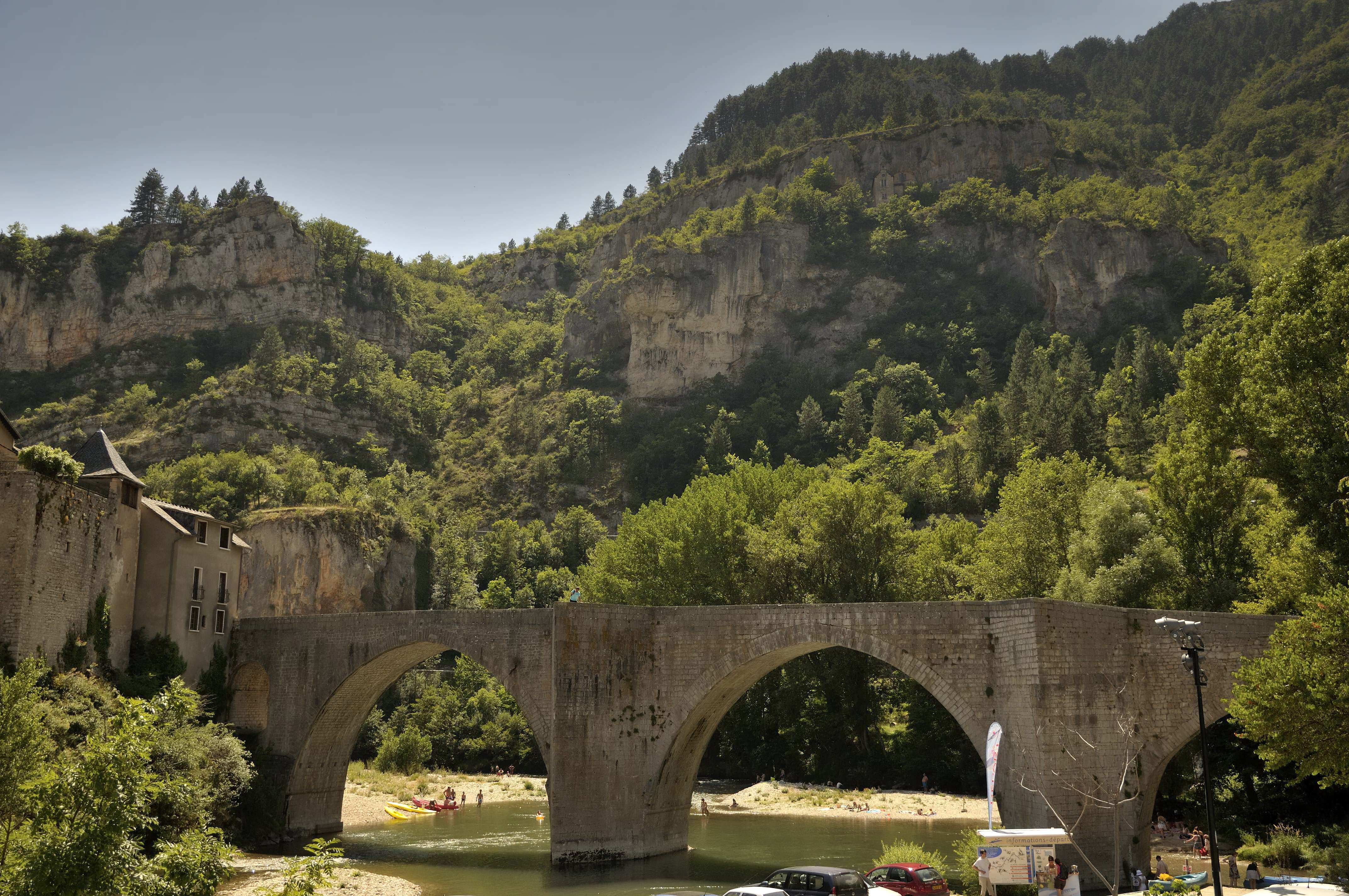
タルヌ川の橋
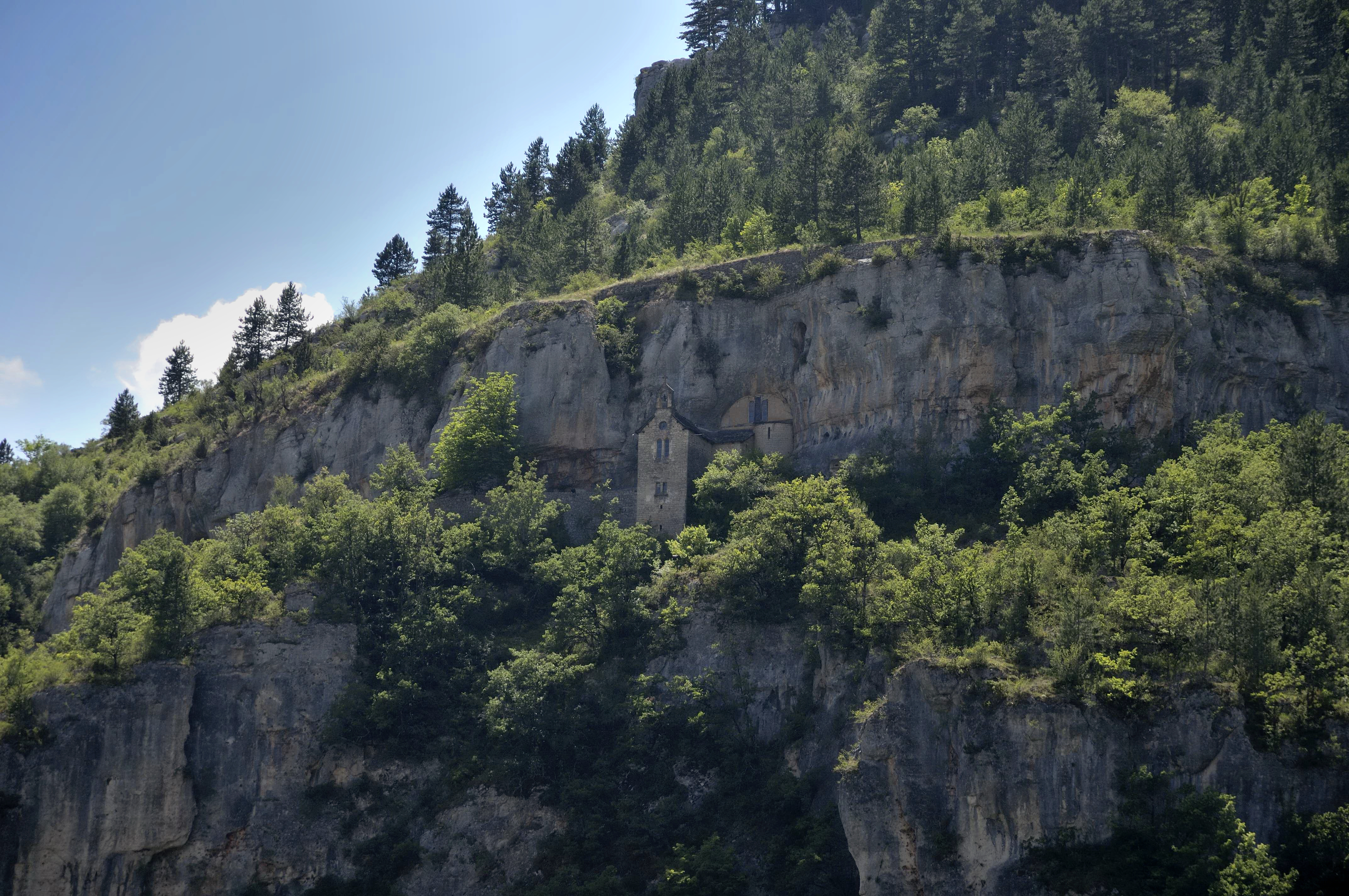
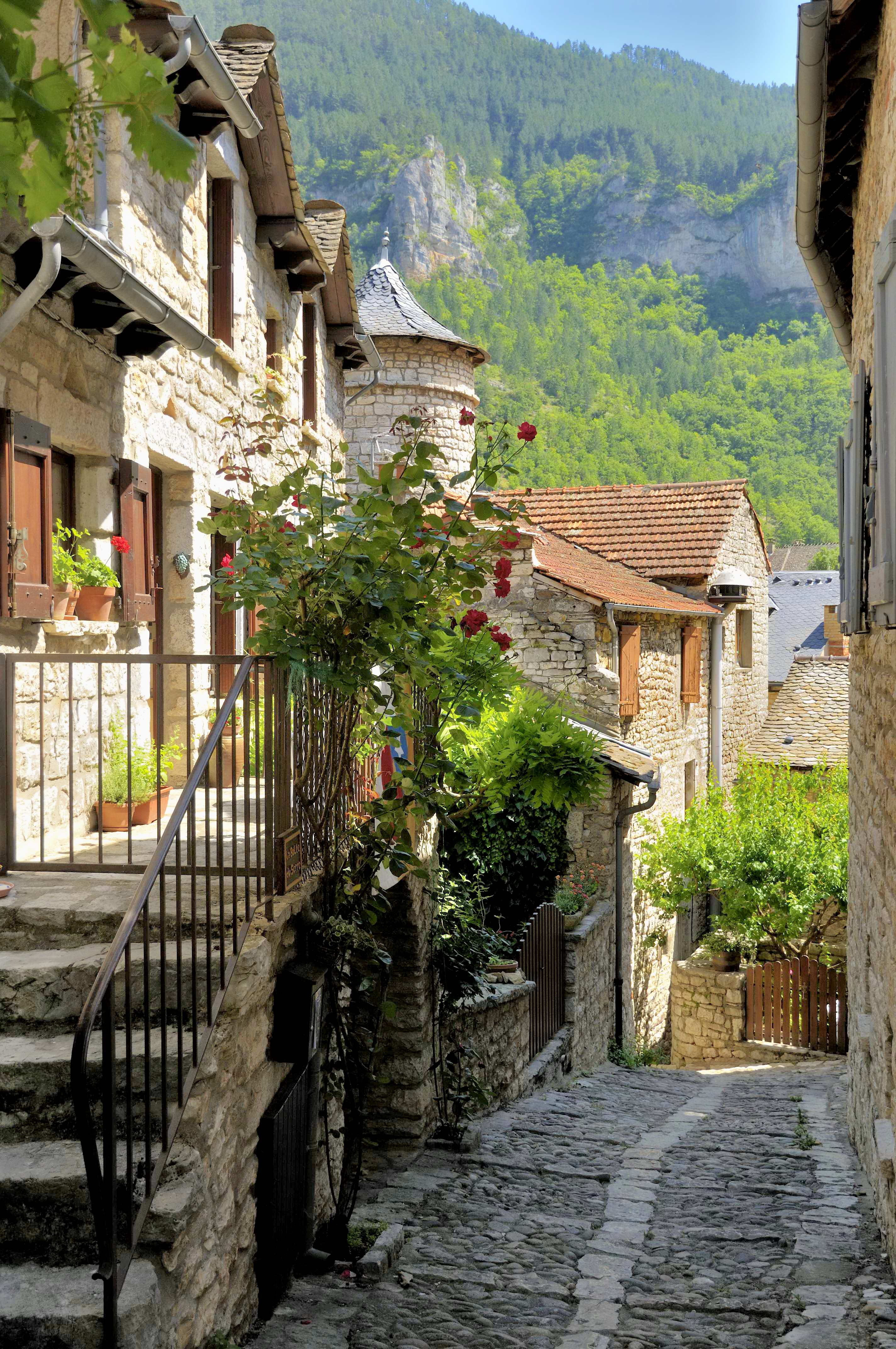
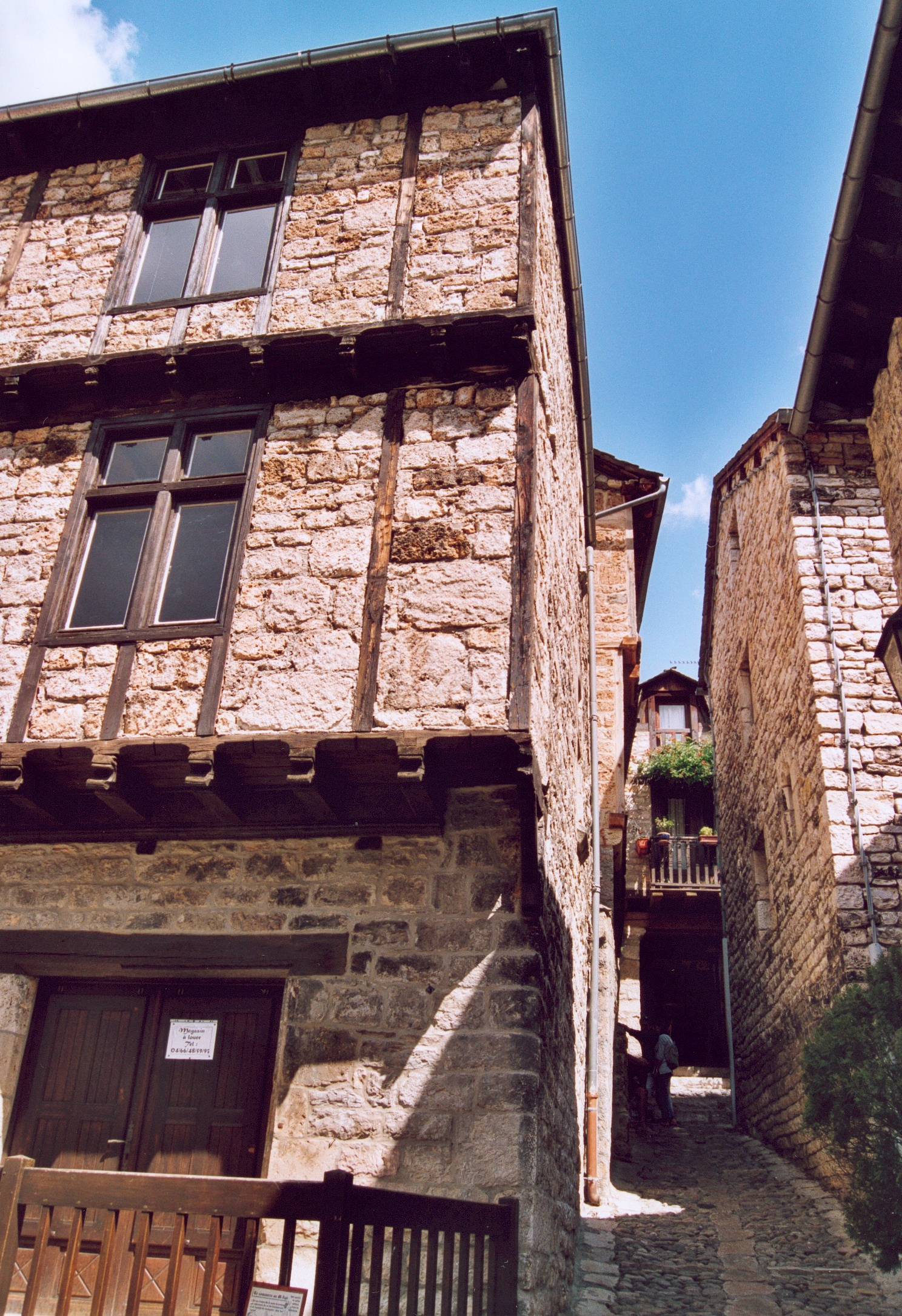
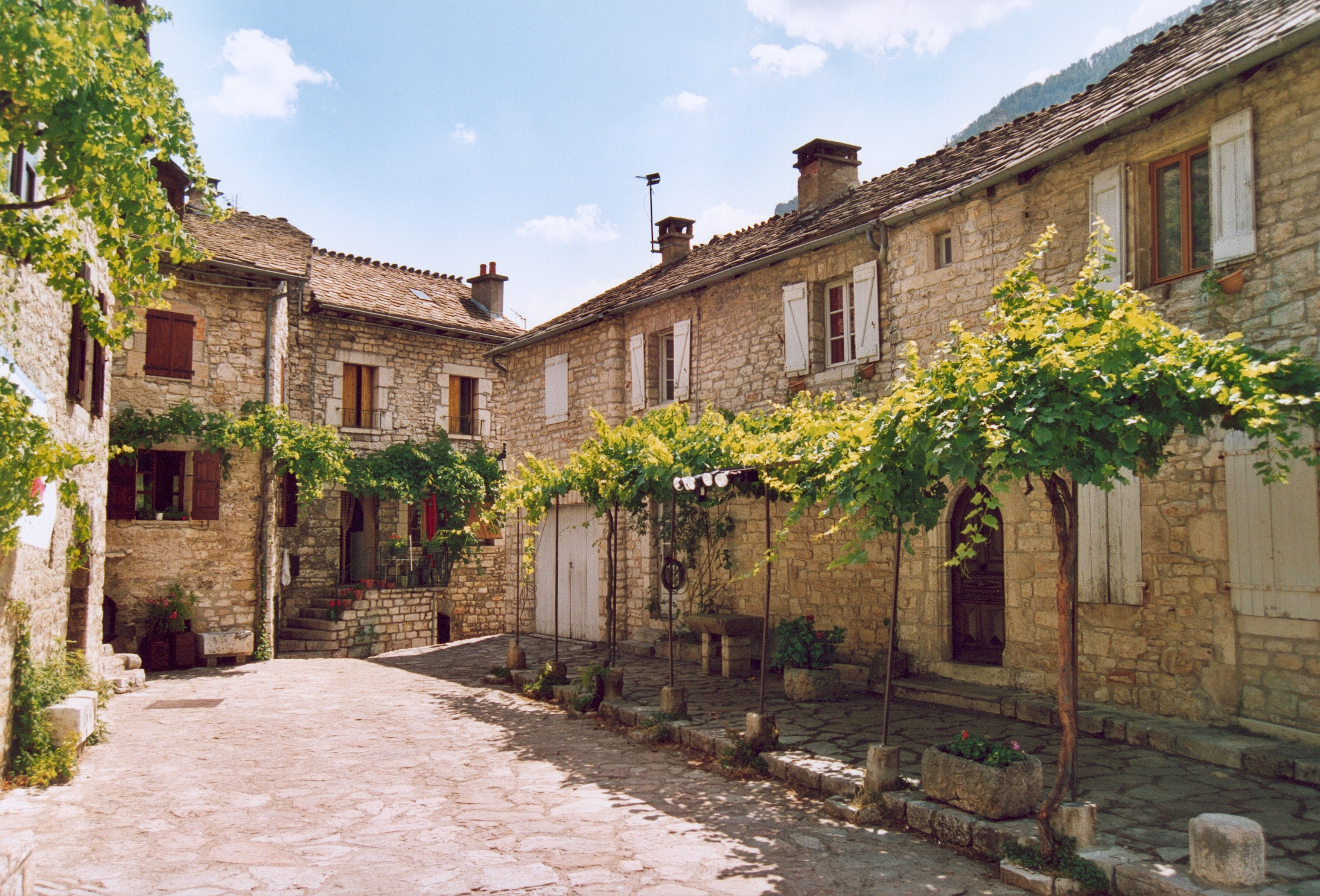
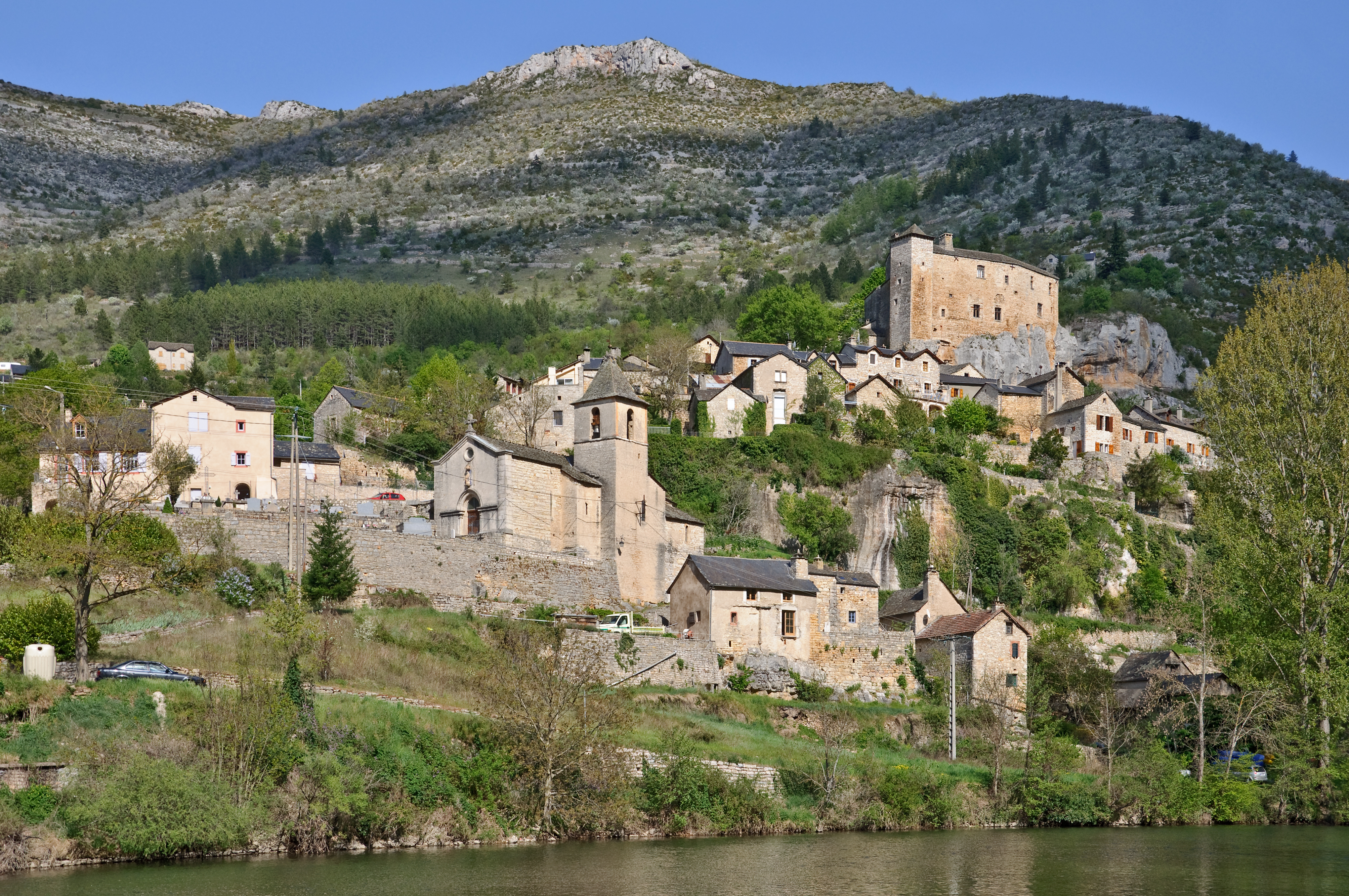
プラード集落と城
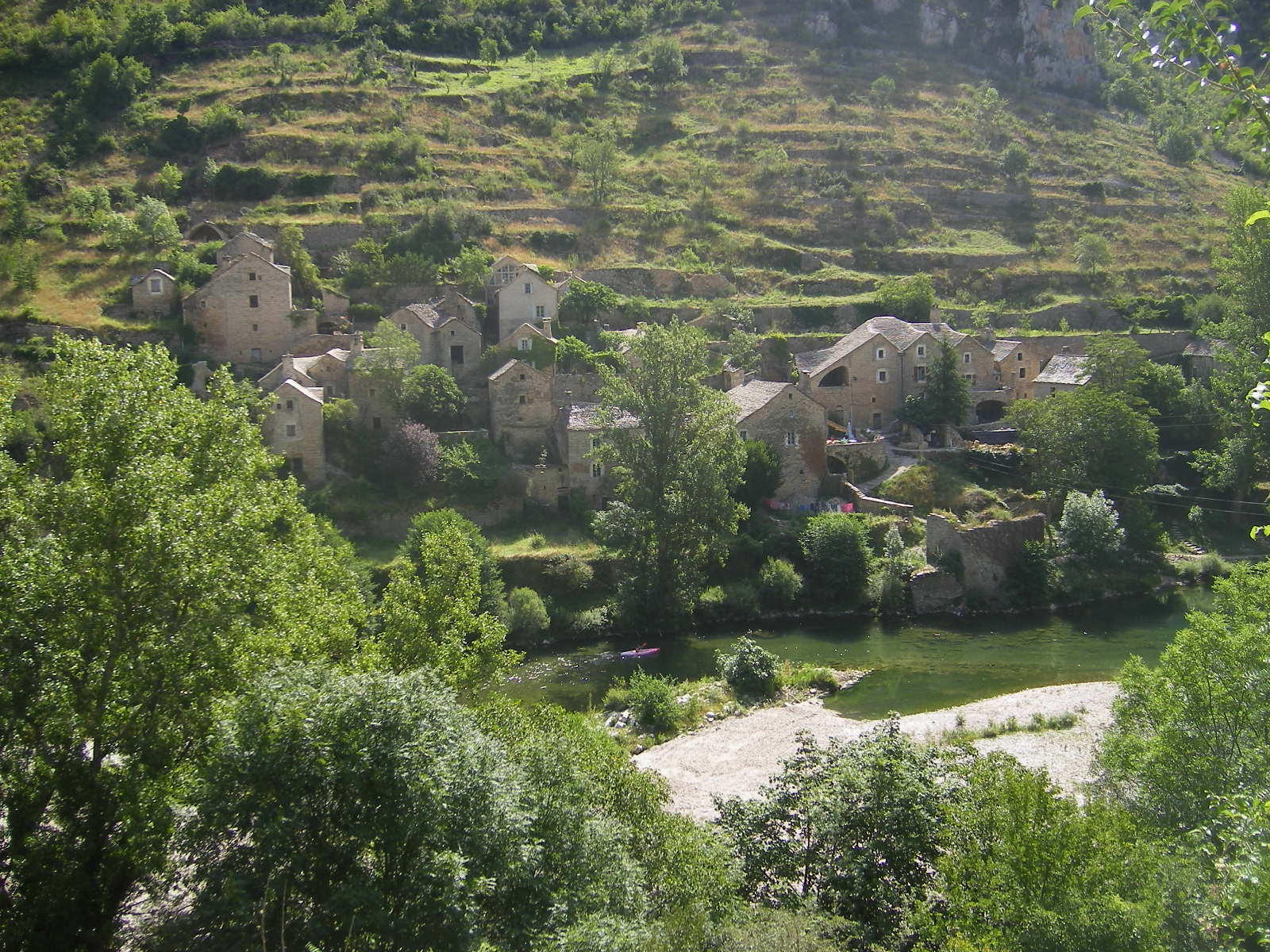
オートリヴ集落。中心のサンテニミー村から最も遠く、10km離れている
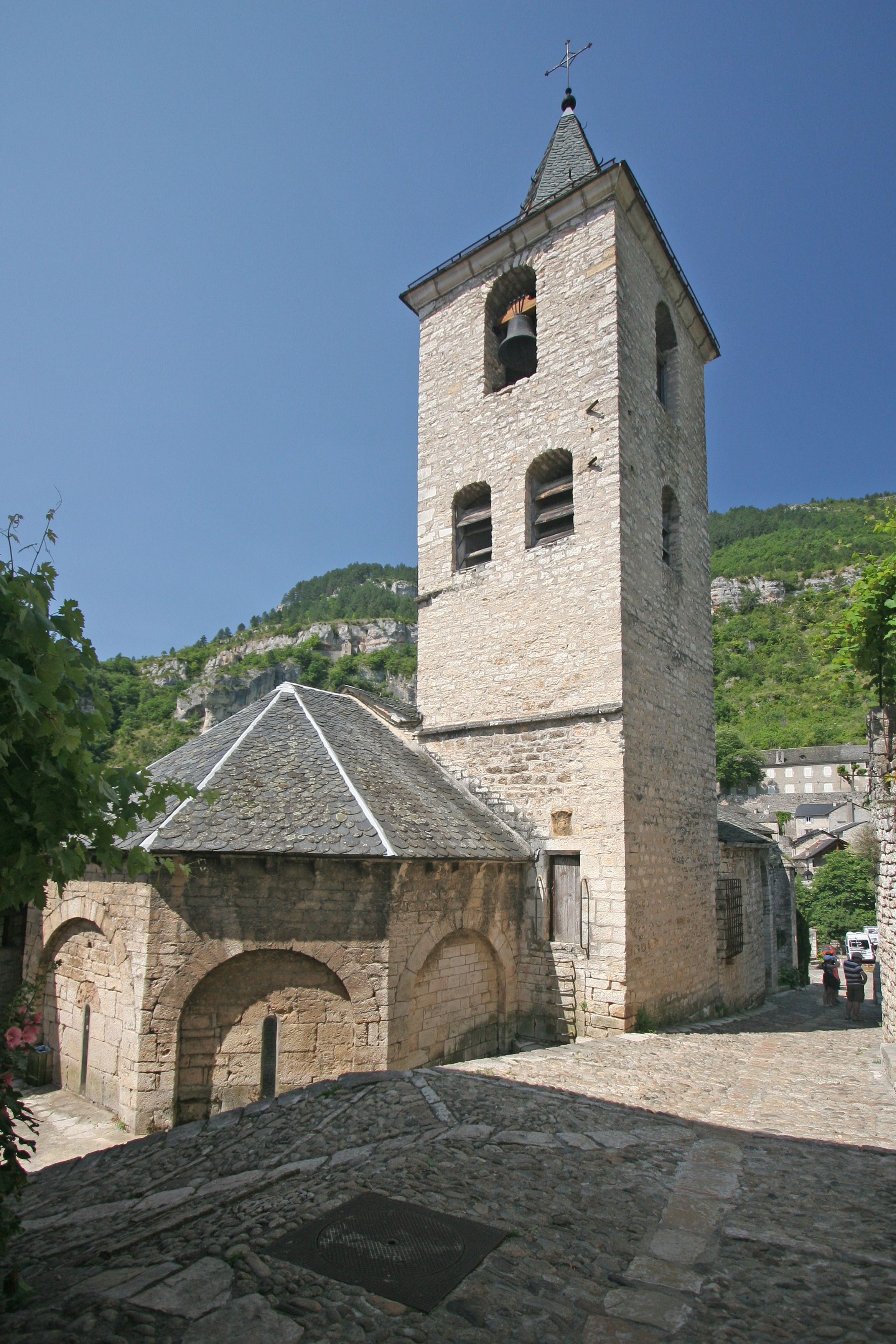
ノートルダム・デュ・グール教会
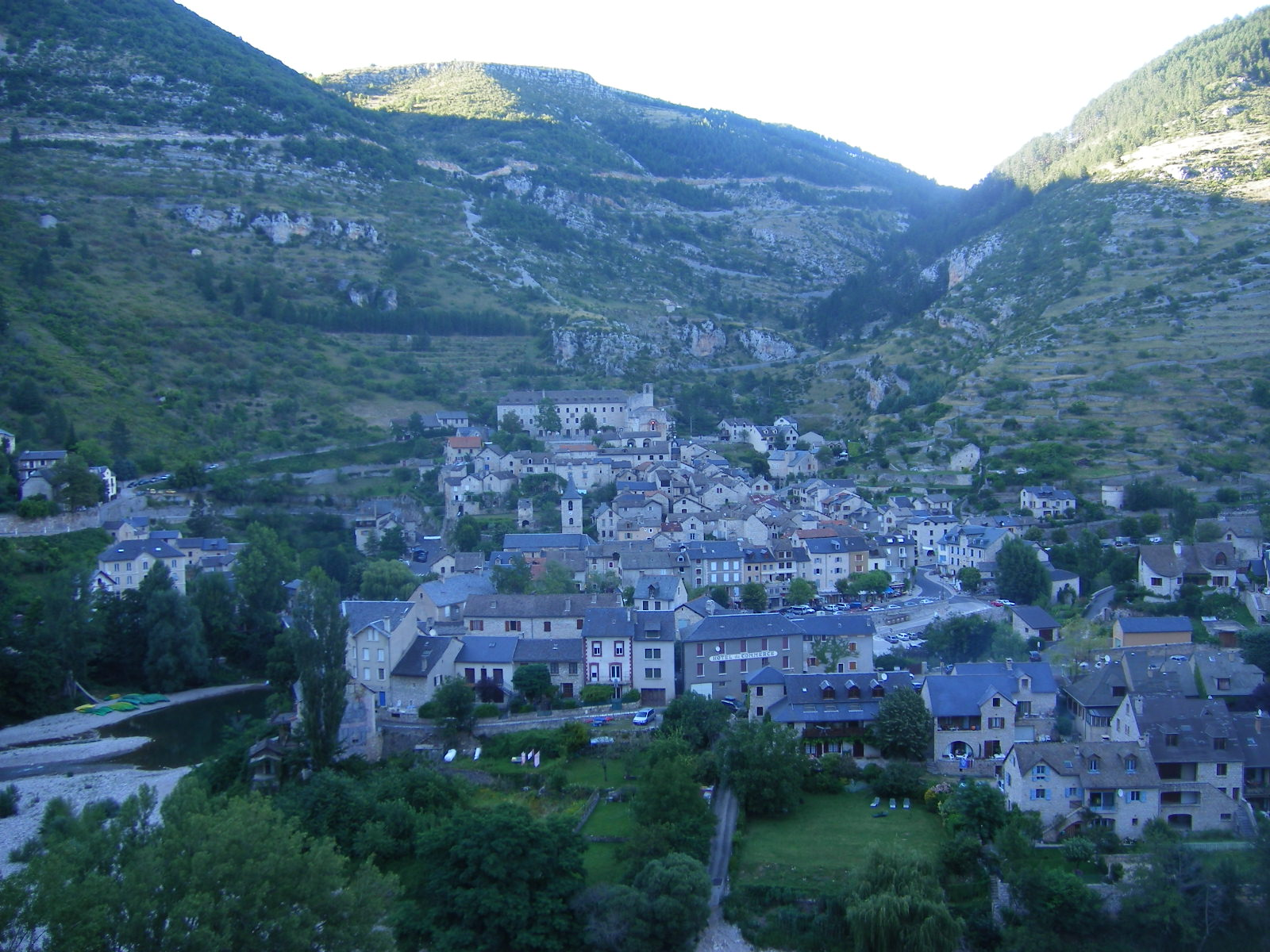